# ارتدکس
اُرْتُدُکْسْ یا ارتدوکس یا ارتودوکس از ریشهٔ یونانیِ اُرْثُذُکْسُش (ορθοδοξος) (از یونانی باستان: یونانی باستان: ὀρθοδοξία) به معنی «راست‌آیین»، «باور درست» یا «صاحب عقیدهِ درست» است. این واژه در تعریف باورهای دینی به اصول اعتقادیِ درست و پیروان آن گفته می‌شود و در مقابل اعتقادات هترودوکس (دارای عقیدهٔ بدعت‌آمیز) و پیروان آن قرار می‌گیرد.
پایبندی به عقیده صحیح یا پذیرفته شده، به ویژه در دین است.
ارتدکس در مسیحیت به پذیرش آموزه‌هایی اشاره دارد که توسط عقاید مختلف و شورای سراسری مسیحیت در دوران باستان متأخر تعریف شده‌است، اما کلیساهای مختلف عقاید و مجالس متفاوتی را می‌پذیرند. چنین اختلاف نظرهایی به دلایل متعدد از جمله موانع زبانی و فرهنگی ایجاد شده‌است.
در برخی از کشورهای انگلیسی زبان، یهودیانی که به تمام سنت‌ها و احکامی که در تلمود تشریع شده‌است، پایبند هستند، اغلب یهودیت ارتدکس نامیده می‌شوند.
مسیحیت ارتدکس شرقی و/یا کلیسای ارتدکس مشرقی گاهی به اختصار به عنوان «ارتدکس» شناخته می‌شوند.
گاهی از اسلام سنی به عنوان «اسلام ارتدوکس» یاد می‌شود.

## ادیان

### بودیسم
گوتاما بودا برای محکوم کردن دلبستگی صرف به متون مقدس یا اصول جزم‌اندیشی شناخته می‌شود، همان‌طور که در Kalama Sutta ذکر شده‌است. علاوه بر این، مدرسه ترواده بودیسم به شدت از متون دینی پالی پیروی می‌کند (تریپیتاکا) و تفسیرهایی مانند Visuddhimagga. از این رو، مکتب تراوادا ارتدوکس‌ترین مکتب بودایی در نظر گرفته شد، زیرا این مکتب به‌ویژه در رشته و تمرین وینایا بسیار محافظه‌کار شناخته می‌شود.

### مسیحیت
این واژه اولین بار در مسیحیت قرن اول میلادی و توسط پدر روحانی‌های یونانی به‌کار برده شد. از آنجایی که تقریباً همهٔ گروه‌های مسیحی باورهای دینی خود را درست می‌دانند، مفهوم واژهٔ «ارتدکس» در یک مورد خاص را تنها می‌توان با بررسی متنی که در آن به‌کار رفته‌است تعیین کرد.
در استفاده کلاسیک مسیحی، اصطلاح ارتدکس به مجموعه آموزه‌هایی اشاره دارد که مسیحیان اولیه به آن اعتقاد داشتند. مجموعه‌ای از چندین شورای سراسری مسیحیت در طول چندین قرن برگزار شد تا این آموزه‌ها رسمیت یابد. مهم‌ترین این تصمیمات اولیه بین آموزه هم‌گوهری آتاناسیوس اسکندریه و استاتیوس انطاکیه (که به تثلیث تبدیل شد) و آموزه دگرگونی یا آنومیانیسم و آریانیسم یوسبیوس نیکومدیا بود. آموزه هموسی که عیسی را هم به عنوان خدا و هم انسان با قوانین شورای شورای افسوس (۴۳۱ میلادی) تعریف می‌کرد، در کلیسا پیروز شد و در بیشتر زمینه‌های مسیحی به عنوان ارتدکس از آن یاد می‌شد، زیرا این دیدگاه قبلی بود. پدران کلیسای مسیحی و در این شوراها مورد تأیید قرار گرفت. (اقلیت مسیحیان غیرتثلیثی یا سه‌گانه‌ناباوری به به کار بردن اصطلاح ارتدوکس برای گروه دیگر اعتراض دارند)
پس از انشقاق بزرگ در سال ۱۰۵۴ جدایی شرق و غرب، هم کلیسای مسیحیت غربی و هم کلیسای ارتدکس شرقی همچنان خود را منحصراً ارتدکس و کاتولیک می‌دانستند. آگوستین در «دربارهٔ دین واقعی» نوشت: «دین را باید فقط در میان کسانی جستجو کرد که مسیحیان کاتولیک یا ارتدوکس نامیده می‌شوند، یعنی محافظان حقیقت و پیروان حق». به تدریج با برچسب «کاتولیک» شناسایی شد و مردم اروپای غربی به تدریج برچسب «ارتدوکس» را با کلیسای شرقی مرتبط کردند (در برخی از زبان‌ها برچسب «کاتولیک» لزوماً با کلیسای غربی مشخص نمی‌شود). این به خاطر این واقعیت بود که هم کاتولیک و هم ارتدوکس به ترتیب در اوایل قرن دوم و چهارم به عنوان صفت کلیسایی مورد استفاده قرار می‌گرفتند.
این واژه در عنوان رسمیِ کلیسای یونان معروف به کلیسای ارتدکس شرقی و دیگر کلیساهای وابسته به آن به‌کار رفته‌است. همچنین، واژهٔ ارتدکس در عنوان شماری از کلیساهای شرقیِ کوچک‌تر آمده‌است که در قرن پنجم میلادی در نتیجهٔ «جدال مونوفیزیت» (اعتقاد به اینکه مسیح دارای یک ذات است) از جهان مسیحیت جدا شدند و برای خود فرقهٔ جدیدی ایجاد کردند. گفتنی است عده‌ای از مسیحیان بر این باورند که عیسی مسیح دارای دو ذات آسمانی و انسانی است، در حالی که عده‌ای دیگر معتقدند اگرچه عیسی مسیح در هنگام تولد، در جریان حیات و در هنگام مرگ، دارای کالبد انسانی بوده، همچنان از یک ذات واحد آسمانی برخوردار بوده‌است.

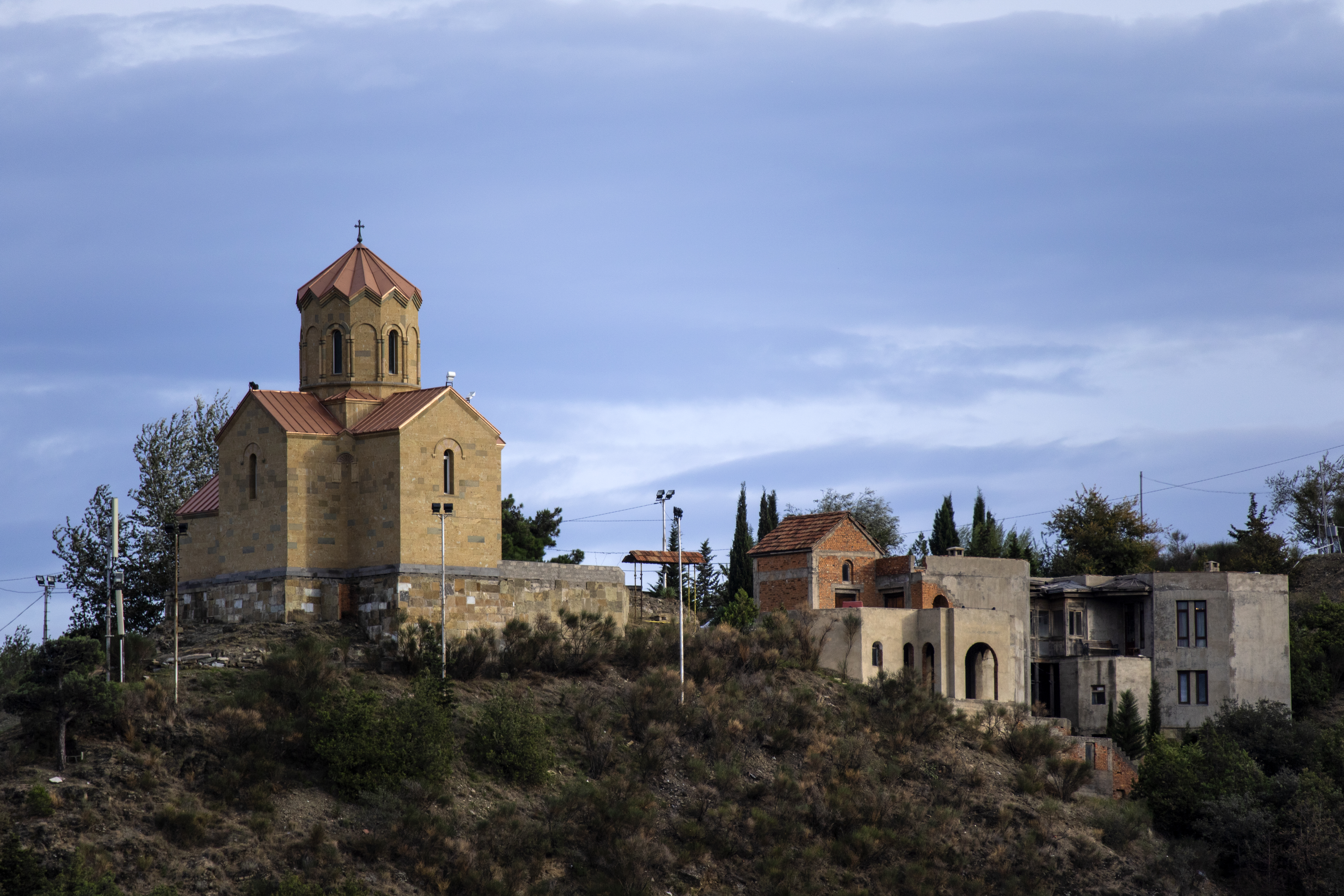
یک کلیسای ارتودوکس گرجی در بالای یک کوه در شهر تفلیس پایتخت کشور گرجستان

در شاخهٔ پروتستان نیز ارتدکس به شاخه‌ای از این مذهب گفته می‌شود که در تفسیر کتاب مقدس کاملاً محافظه‌کارانه عمل می‌کند. اصطلاح کلیسای ارتدکس انجیلی یا راست‌دینی انجیلی عموماً در مورد آن دسته از مسیحیت پروتستان به‌کار می‌رود که بر اعتبار کامل معنای تحت‌اللفظی انجیل و خطاناپذیری آن اصرار دارند.

### یهود
در دین یهود، یهودیت ارتدکس لقب دسته‌ای از یهودیان است که از لحاظ عقیدتی و اعمال دینی شدیداً پیرو سنت‌های قدیمی هستند. بر همین اساس، یهودیت ارتدکس دیدگاه‌های مدرنِ ارتدکس مدرن را رد می‌کند. یهودیت اصلاح‌گرا معتقد است که کتاب مقدس و دیگر متون مقدسِ یهودیت نه‌تنها دربرگیرندهٔ اصول اخلاقیِ جاودان است، بلکه همچنین حاوی تفسیرهایی است که متناسب با زمان و فرهنگ از قانون شده و ممکن است به مرور زمان به‌طور مشروع کنار گذاشته شوند. ازاین‌رو، از دیدِ یهودیان ارتدکس، قانون شریعت تغییرناپذیر است و این قانون تنها معیار اعتقاد و پایبندی دینی است.

### اسلام
واژهٔ ارتدکس همچنین برای جدا کردن اصول اعتقادیِ اسلام اولیه از آموزش‌هایی نظیر تعالیم معتزله به‌کار می‌رود.

### هندوئیسم
- ساناتا دهارما
- آستیکه و ناستیکه

### دیگر ادیان
ارتدوکس کمتیک فرقه ای از کمتیسم است، بازسازی اصلاحی شرک مصر برای پیروان مدرن و ادعا می‌کند که یک اصل و نسب معنوی از دین مصر باستان گرفته‌است.

## غیردینی
در مفهوم غیردینی، دیدگاه‌هایی را که یک گروه هم‌صدا قبول دارند یا در یک حوزهٔ مطالعاتی توسط جمع پذیرفته شده‌است، ارتدکس می‌نامند.
خارج از چارچوب دین، اصطلاح «ارتدوکس» اغلب برای اشاره به هر عقیده یا مجموعه ای از باورهای رایج در برخی زمینه‌ها به کار می‌رود، به ویژه هنگامی که این اصول، احتمالاً به عنوان «دگمها» نامیده می‌شود و به چالش کشیده می‌شوند. از این نظر، این اصطلاح مفهومی ملایم تحقیر آمیز دارد.

## مفاهیم مرتبط
ارتدکس با «هترودوکس» («آموزش دیگر») یا «بدعت دینی» مخالف است. افرادی که به انحراف از ارتدکس با اظهار دکترین می‌پردازند به عنوان نادرست و بدعت‌گذار نامیده می‌شوند، در حالی که کسانی که شاید بدون اظهار عقاید بدعت آمیز، از بدنه اصلی مؤمنان جدا شوند، جدایی (دین) نامیده می‌شوند.

## نگارخانه

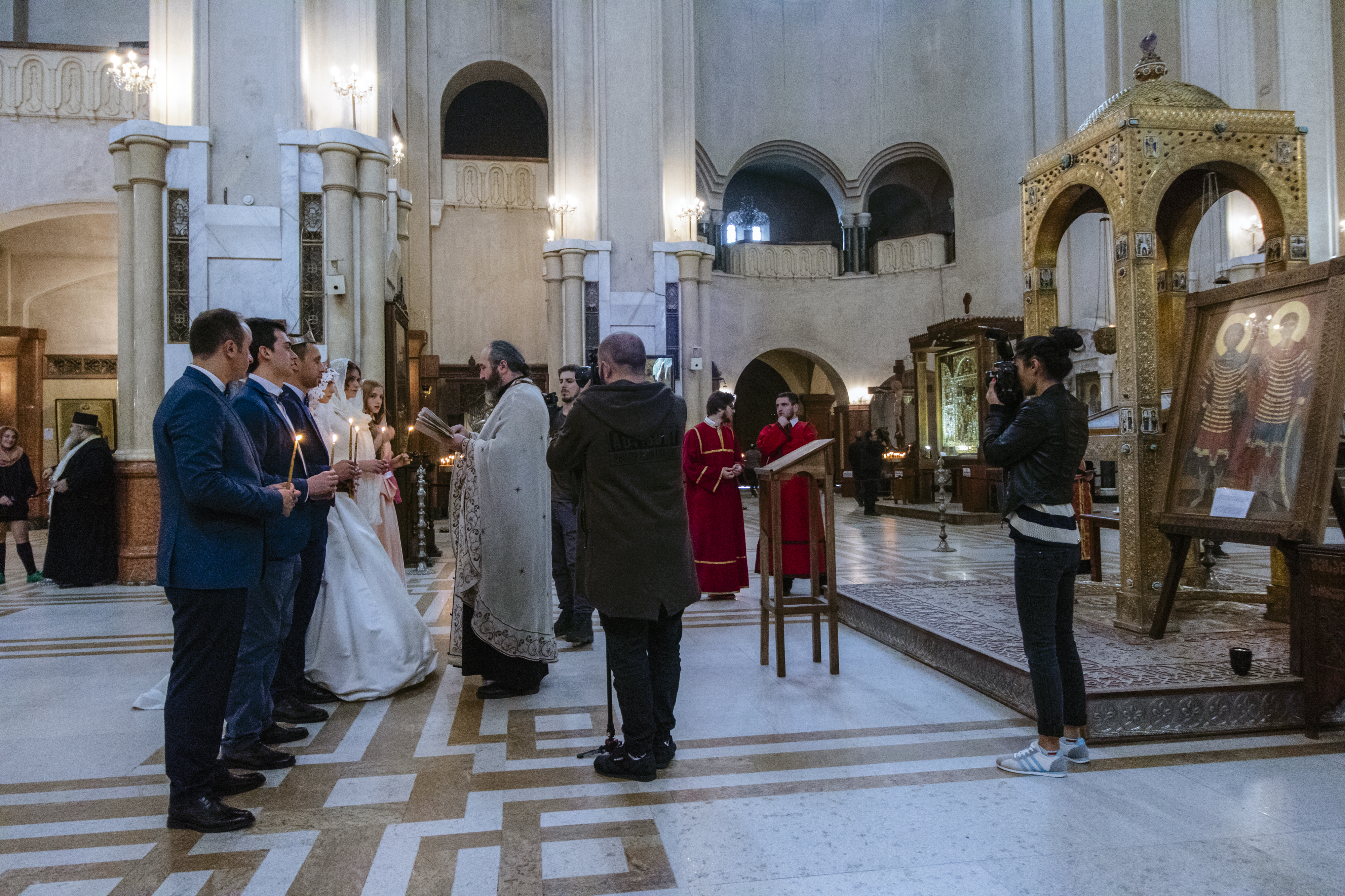
یک مراسم عروسی در کلیسای جامع ارتدکس شهر تفلیس
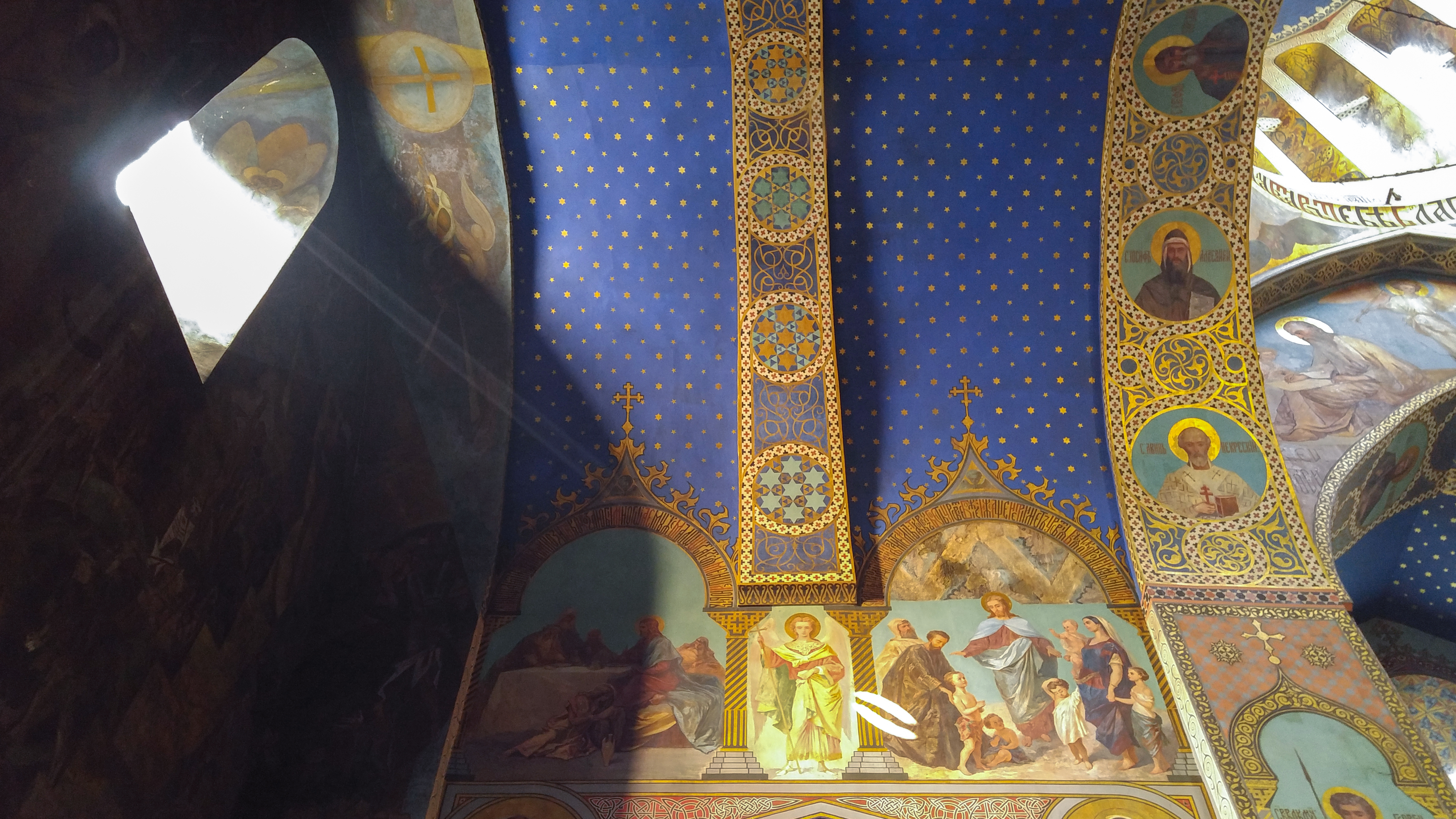
نقش و نگارهای دیواره یک کلیسای ارتدکس در شهر تفلیس پایتخت گرجستان
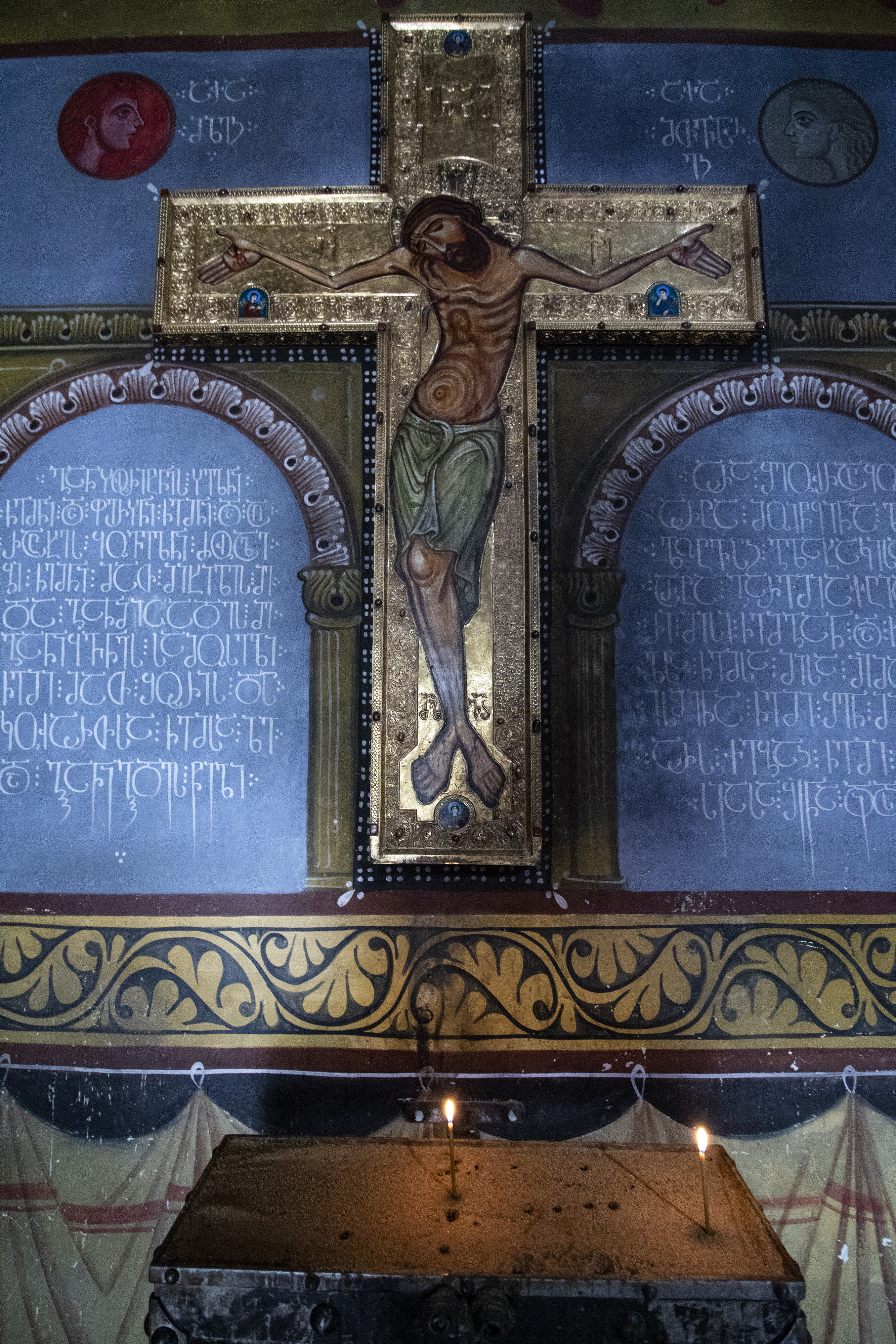
مسیح مصلوب، کلیسای ارتدکس در گرجستان
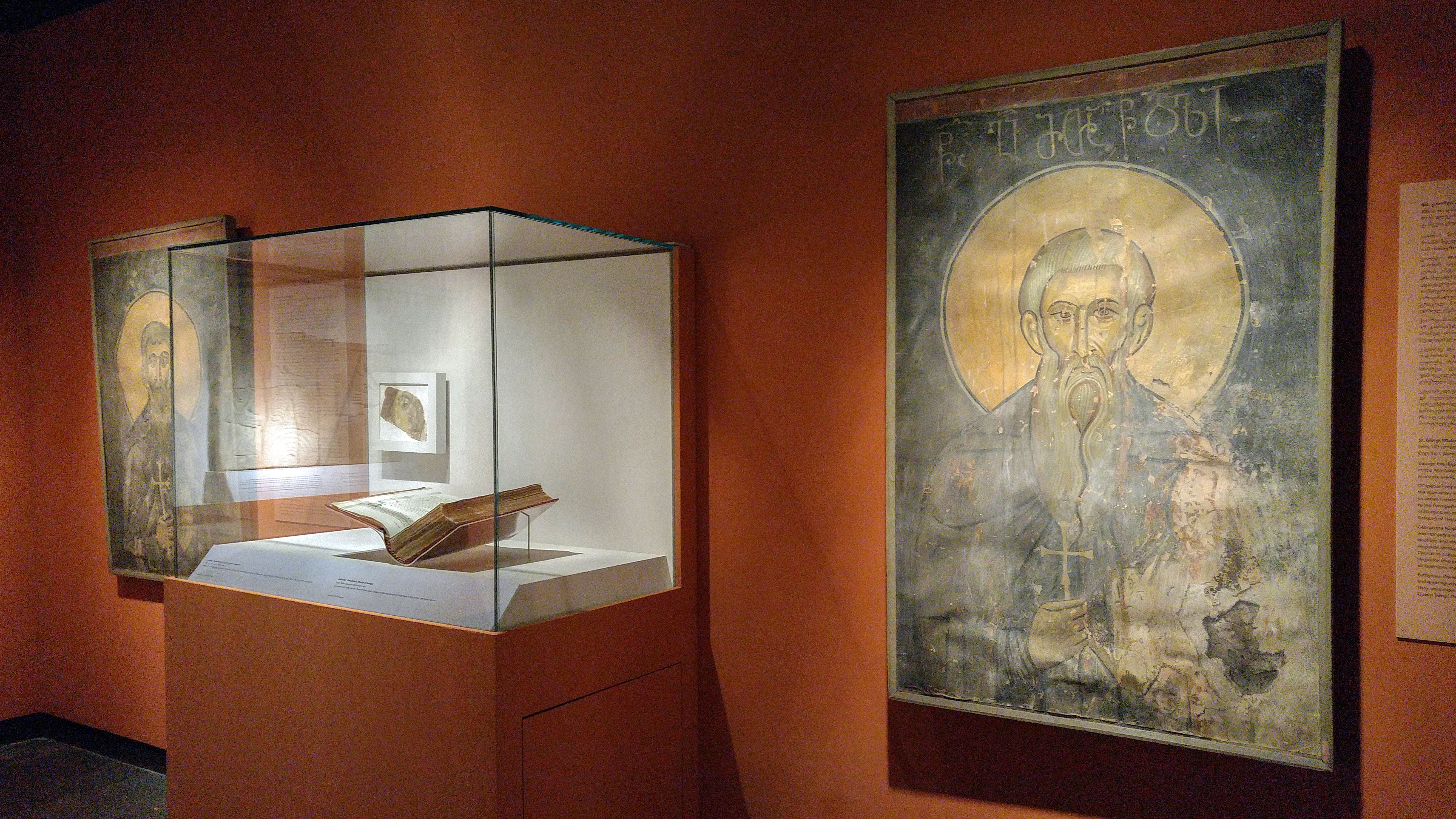
نقش و نگارهای تاریخی برجای مانده از مسیحیت ارتدکس، موزه ملی گرجستان
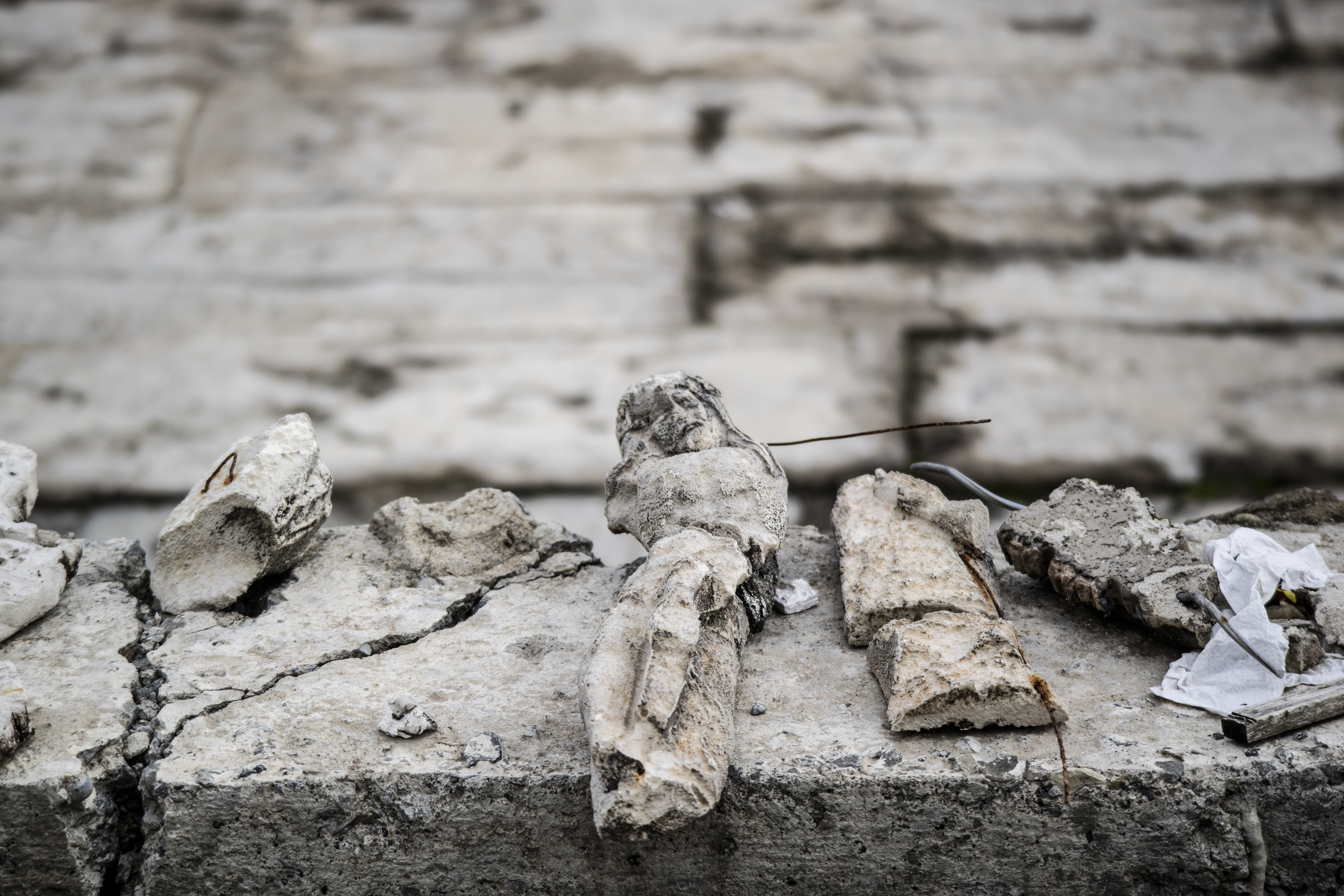
تزئینات معماری قدیمی یک کلیسای ارتدکس در گرجستان، شهر تفلیس